# Friendly Fire (canção)
"Friendly Fire" é uma canção da banda norte-americana de rock Linkin Park. Concebida originalmente durante as sessões de gravação de seu sétimo álbum de estúdio, One More Light (2017), a canção foi lançada oficialmente em 23 de fevereiro de 2024 como o primeiro single da compilação Papercuts (Singles Collection 2000–2023) (2024).

## Antecedentes
Em junho de 2020, o vocalista e multi-instrumentista Mike Shinoda revelou, durante uma transmissão ao vivo na Twitch, a existência de uma canção que continha os vocais de Chester Bennington feita durante as sessões de gravação do sétimo álbum de estúdio da banda, One More Light (2017), intitulada "Friendly Fire", e composta por ele mesmo junto com o guitarrista Brad Delson e o músico Jon Green, este último que também serviu como coescritor de outras duas músicas do álbum, "Nobody Can Save Me" e "Battle Symphony". Shinoda, porém, revelou que o lançamento da canção não seria iminente e que levaria vários anos até ser compartilhada ao público.

## Lançamento
Em 19 de fevereiro de 2024, o Linkin Park divulgou uma série de imagens e vídeos em suas redes sociais revelando um clipe de um áudio de 30 segundos de "Friendly Fire"; eles também disponibilizaram uma prévia da canção em sua página do SoundCloud no dia seguinte. "Friendly Fire" foi lançada em 23 de fevereiro de 2024 em todas as plataformas digitais, bem como no formato CD single na Alemanha. A canção está presente na compilação Papercuts (Singles Collection 2000–2023), um álbum de grandes sucessos na carreira da banda, que foi lançado em 12 de abril de 2024.

## Videoclipe
O videoclipe da canção foi lançado no mesmo dia de seu lançamento, em 23 de fevereiro de 2024, e é composto por filmagens da banda durante as sessões de gravação de One More Light, principalmente de Bennington cantando suas partes da música e cenas dos bastidores, bem como clipes de performances ao vivo durante a turnê deste álbum.

## Faixas e formatos
| Download digital; CD single alemão |                 |         |  |
| N.º                                | Título          | Duração |  |
| 1.                                 | "Friendly Fire" | 2:57    |  |

| Download digital (A Capella + Instrumental) |                                |         |  |
| N.º                                         | Título                         | Duração |  |
| 1.                                          | "Friendly Fire" (A Capella)    | 2:58    |  |
| 2.                                          | "Friendly Fire" (Instrumental) | 2:56    |  |
| Duração total:                              | Duração total:                 | 5:54    |  |

## Desempenho nas tabelas musicais
| Tabela musical (2024)                       | Melhor posição |
| ------------------------------------------- | -------------- |
| Alemanha (Offizielle Deutsche Charts)       | 40             |
| Áustria (Ö3 Austria Top 40)                 | 62             |
| Canadá (Billboard Rock)                     | 20             |
| Eslováquia (Singles Digitál Top 100)        | 77             |
| Estados Unidos (Alternative Airplay)        | 2              |
| Estados Unidos (Bubbling Under Hot 100)     | 2              |
| Estados Unidos (Mainstream Rock Airplay)    | 1              |
| Estados Unidos (Rock & Alternative Airplay) | 1              |
| Japão (Hot Overseas — Billboard Japan)      | 16             |
| Nova Zelândia (Hot Singles — RMNZ)          | 11             |
| Portugal (AFP)                              | 143            |
| Reino Unido (Singles Downloads Chart)       | 28             |
| Reino Unido (UK Singles Sales)              | 31             |
| República Checa (Rádio – Top 100)           | 39             |
| República Checa (Singles Digitál Top 100)   | 43             |
| Suíça (Schweizer Hitparade)                 | 60             |

## Créditos e pessoal
Linkin Park
- Chester Bennington – vocais
- Rob Bourdon – bateria, percussão
- Brad Delson – guitarra
- Dave Farrell – baixo
- Joe Hahn – programação, samplers
- Mike Shinoda – vocais de apoio, teclado, programação

## Histórico de lançamento
| Região   | Data                    | Formato                    | Gravadora | Ref.   |
| -------- | ----------------------- | -------------------------- | --------- | ------ |
| Vários   | 23 de fevereiro de 2024 | Download digital streaming | Warner    | [ 27 ] |
| Alemanha | 23 de fevereiro de 2024 | CD single                  | Warner    | [ 6 ]  |
| Itália   | 23 de fevereiro de 2024 | Radio airplay              | Warner    | [ 28 ] |